# 瓦尔 (杜省)
瓦尔（法語：Voires，法語發音：[vwaʁ]）是法国杜省的一个市镇，位于该省中部，属于贝桑松区。

## 地理
瓦尔（47°5'51"N, 6°14'51"E）面积4.88 平方千米，位于法国勃艮第-弗朗什-孔泰大區杜省，该省份为法国东部内陆省份，北起上索恩省，西接汝拉省，东部及东南部与瑞士接壤，东北部与贝尔福地区省接壤。
与瓦尔接壤的市镇（或旧市镇、城区）包括：吉扬迪尔讷、拉旺维亚方、迪尔讷、韦尔涅尔丰坦。

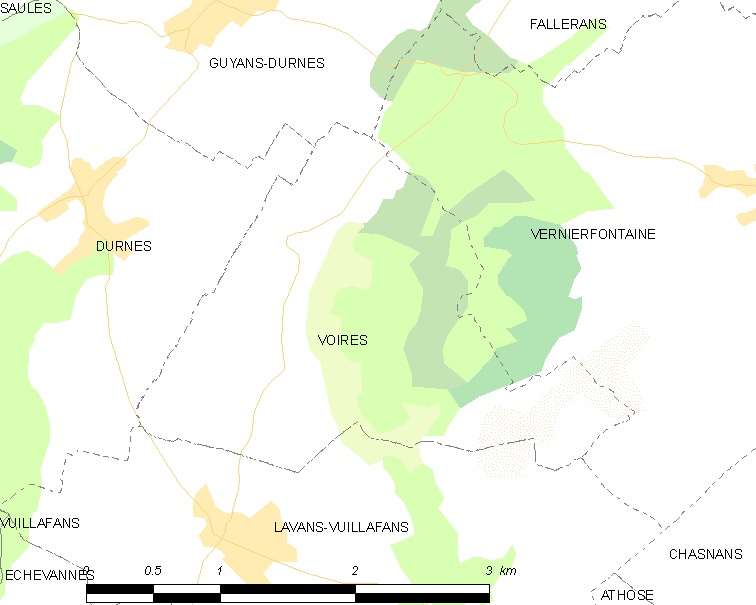
的OSM定位图

瓦尔的时区为UTC+01:00、UTC+02:00（夏令时）。

## 行政
瓦尔的邮政编码为25580，INSEE市镇编码为25630。

## 政治
瓦尔所属的省级选区为瓦尔达翁县。

## 人口

1962-2008年间人口变化图示

瓦尔于2022年1月1日时的人口数量为75人。